# 狐狸与猎狗 (小说)
《狐狸与猎狗》（英語：The Fox and the Hound）是丹尼尔·曼尼斯创作的1967年小说，讲述赤狐托德和寻血猎犬库珀的故事。托德起初由人类养大，返回野外后被库珀主人最喜欢的狗追杀，逃跑之际导致猎狗被火车撞死，主人带着库珀从此走上复仇之路。时光飞逝，人类世界日新月异，托德虽然每次都能逃脱，但伴侣和幼仔都被杀死。最终托德死亡，库珀的生命也走到尽头。曼尼斯在小说创作前研究驯养和野生的狐狸，各种捕猎技巧，以及猎犬追踪狐狸的方法，确保书中角色行为尽量真实。
《狐狸与猎狗》获1967年达顿动物图书奖，并于同年9月11日经达顿出版社发行，还获得1967年《读者文摘》图书俱乐部选择奖和雅典娜文学奖。小说获得评论界普遍好评，许多评论称赞作者的创作风格及书中对细节的把握。华特迪士尼公司买下图书的电影改编版权，但直到1977年才开拍。同名电影于1981年7月上映，情节与原著大相径庭但票房颇为成功。

## 情节简介
杂交寻血猎犬库珀（Copper）与其他猎犬一起跟随主人在乡间生活，曾是主人最喜欢的狗，但地位受到新来的黑褐猎浣熊犬酋长（Chief）威胁。酋长年轻力壮，速度也更快，在库珀面前总摆出老大的派头，令库珀十分反感。出外猎熊期间，酋长敢于保护主人免受发怒的熊攻击，一边的库珀太过恐惧，根本不敢上前。主人因此对酋长青眼有加，不再关心库珀，老猎犬心中的恨意和嫉妒与日俱增。
小赤狐托德（Tod）被猎人当宠物养大，母亲和兄弟姐妹都被猎人杀死。起初他无忧无虑地生活，但在性成熟后回到野外。托德在独立生活的第一年开始建立领域，并在遭受当地农场猎狗追逐时学习如何逃避。这天他经过库珀主人的房子，发现那堆拴在一起的猎狗看到他后都发狂似的想要冲过来。此后他经常在附近经过并嘲笑猎狗，直到一次酋长突然挣脱链子追上来，主人看到后带着库珀尾随在后。酋长熟练地追踪，托德沿铁路逃窜，并在火车经过前一瞬跳过对面，紧跟着起跳的酋长被撞死。
主人伤心地埋掉酋长，然后开始训练库珀不要理睬其他狐狸，专门针对托德。此后主人和库珀走上追杀托德的道路，主人为了报仇先后采用十余种狩猎技巧。猎狗和狐狸在每次交手中都学到超越对手的新方法，但托德最后总能逃脱。托德与年纪更大而且经验丰富的雌狐交配，雌狐产下一窝幼仔，但小狐狸尚未长大就被找到巢穴的主人杀死。这年冬天，主人设下许多夹腿器，托德虽然仔细研究后学会如何跳过去，但雌狐被夹死。托德在一月找到另一只雌狐，两狐又生下一窝幼仔。主人采用“静猎”手段安静地藏身丛林，模仿兔子的叫声把狐狸引出来，托德的幼仔又被他杀死，并利用其中一只幼狐受伤后发出的惨叫引来并杀害托德的伴侣。
时光飞逝，主人生活的乡间逐渐发展为城镇。新建筑和公路如雨后春笋，还有许多住房开发项目，农民被迫离开。大部分野生动物逃往别处，但托德还是留在自家领域。其他留下来的狐狸以死尸甚至垃圾为食，情绪也发生巨变，与伴侣之间的关系由生死相伴变成滥交后分道扬镳。主人已经卖掉大部分土地，只余下库珀一条狗。每年冬天他们依然想方设法追捕托德，似乎这已是他活下去的唯一执念。
主人大部分时间都在饮酒，人们开始劝他搬去疗养院，但那里不准养狗。这年夏天，狐狸种群爆发狂犬病，其中一只感染的狐狸袭击人类儿童，家长找到库珀的主人，请他帮助杀掉所有狐狸，还设置陷阱并投放毒药，期望尽可能杀光狐狸。然而，家畜因误食毒药死亡，紧接着又有孩童因食用毒死的家畜丧生。人们清除掉所有的毒药，库珀的主人组织大量人群一起走进全林，把狐狸吓出来后枪杀。托德虽然年势已长，但还是顺利逃过三轮截杀和格雷伊猎犬的围捕。
托德逃离猎犬围捕后，主人又派库珀前去搜索。找到狐狸的踪迹后，库珀不知疲倦地一直追踪到第二天早上，筋疲力尽的托德倒地死去，库珀也奄奄一息地倒下。经过主人的照料，库珀恢复健康，一人一狗心满意足地享受人们的拥戴。几个月后，人们的热情散去，主人看着冷清的四周又开始酗酒，后来接受他人建议决定住进疗养院。主人流着眼泪从墙上取下枪，把库珀牵到屋外，轻轻抚摸后命令库珀躺倒，他用手合上老猎狗的眼睛，此时库珀还在满怀信任地轻舔他的手。

## 创作
为确保书中对狐狸行为和习惯的刻画尽量真实，曼尼斯把一对狐狸养在家里，并花一年多时间研究。据他所言，两只狐狸“十分驯服，可以放开绳索，看他们捕猎、打架、交配，生活和正常情况下没什么两样”。同时他还研究野生狐狸，向捕手、猎人、狩猎监督官、“猎犬大师”了解狐狸的行为特点。曼尼斯把研究过程写入小说后记，面对他人对书中情节的质疑，作者介绍观察野生狐狸所获，以及他人对狐狸行为的说法。以托德躲避猎人的行动为例，曼尼斯详细介绍亲眼目睹的野生狐狸同类行为，还有他人分享的类似经历，这些都是作者创作的基础。他人声称狐狸不会跑进牛群或羊群躲避猎狗，但曼尼斯曾通过卧室窗户亲眼目睹。又如书中狐狸在火车逼近时沿铁路逃跑的情节，曼尼斯曾听宾夕法尼亚州切斯特县桑代尔（Thorndale）附近猎手说起类似经历，称发现狐狸反复利用铁路和火车杀死追踪而来的猎狗，后来猎手只能放弃捕猎。
曼尼斯认为，作家在创作这类小说时几乎不可能完全避免拟人手法，因为人类只能猜测动物的思想和动机。在他看来，动物的思维方式与人类不同，理智程度“和人类相比处在初级水平”。对于书中狩猎活动的描写作者还表示，猎犬对气味的辨识能力与人类差距极大，所以很难解释它们追踪时是如何感应气味并采取行动。
小说最后一章讲述库珀最后一次追捕托德，取材自14个月大的寻血猎犬和猎狐犬混血“波士顿”（Boston）与赤狐“老秃子”（foxhound）的故事，这只赤狐曾逃脱众多猎犬的追捕而为许多猎人熟知。曼尼斯起初是在《休闲》（Recreation）杂志看到文章，称1887年12月，“波士顿”在弗吉尼亚州詹姆斯河附近持续追捕名叫“秃子”的狐狸达一天半之久，追踪距离80公里。据曼尼斯所述，“波士顿”和“秃子”死在一起，被人发现后也葬在一块儿。杂志文章中的“波士顿”虽然活下来，但始终未能完全康复，而且只活到三岁。库珀是以全美知名猎犬训练师毕·迪·阿德金斯（Bee Dee Adkins）最喜欢的猎犬为原型，曼尼斯曾随他一起打猎。书中部分人物是根据亚利桑那州图森市郊的奥罗谷居民创作，作者还把部分真实人物的举止写入小说。

## 出版
1967年，达顿出版社（E. P. Dutton）宣布尚未出版的《狐狸与猎狗》获年度达顿动物图书奖（Dutton Animal Book Award），该奖面向全世界的新作家颁发，由编辑评审团选出“成人虚构或非虚构动物题材图书”。出版社随后又以一万美元现金买下出版权，于同年9月11日推出精装书。小说通过达顿出版社在美国面世的同时也经克拉克和欧文公司（Clarke, Irwin & Company）在加拿大推出，然后又于1971年通过口袋书店再版。小说后来还在除美加以外的12个国家上市，其中芬兰和德国均在1968年。

## 评价
《狐狸与猎狗》获1967年《读者文摘》图书俱乐部选择奖，杂志浓缩本第四卷还附有小说的删节版。同年，小说获雅典娜文学奖（Athenaeum Literary Award）。
《美国图书馆协会》期刊《书单》（Booklist）称赞小说融“天才的心理、优美到罕见的描写，以及鲜为人知的狩猎和动物知识”于一体，达到“动物题材图书的高峰”。据《书单》记载，《出版者周刊》赞颂本书是“来自动物世界的奇妙召唤”并给予“最高推荐”。威廉·希尔（William B. Hill）在《畅销书》（Best Sellers）杂志发文，赞扬《狐狸与猎狗》“简单明了”，是“了不起的好小说”，书中的狗和狐狸都很真实，不是什么社会问题的寓言。在他看来，小说虽有几处过于详尽，但角色娱乐效果好，整体“十分可信，几乎所有内容都引人入胜”。
加利福尼亚州普莱瑟维尔的罗伯特·拉姆西（Robert Ramsey）在《山区民主党人》（Mountain Democrat）发文，认为本书的达顿动物图书奖实至名归，文中描写总能让观众兴致盎然，主角托德和库珀令人难忘，还称赞作者“进入并描绘动物世界的能力”。《天主教图书馆世界》（Catholic Library World）的评论认为，《狐狸与猎狗》“读来令人既难忘又愉快”，作者显然“很了解狐狸”。作家兼运动员理查德·奥尔登·奈特（Richard Alden Knight）声称，本书在描绘动物思维过程方面超过他接触的任何作品，把这个天敌间争斗的故事描写得很有真情实感。《阅读之鹰报》（Reading Eagle）刊登的评论认为，曼尼斯的写作水平高超，能让读者自行代入托德和库珀的视角，同时情节也因两种动物的“戏剧冲突”变得“实在引人入胜”。

## 改编电影
华特迪士尼公司在小说获达顿动物图书奖后买下电影改编版权，同名电影于1977年开始制作，共计耗资1200万美元，创下动画电影新纪录。考虑到公司人称“九老”的几位开拓者退休在即，迪士尼首席执行官罗恩·米勒（Ron Miller）决定让新人通过参与本片制作亮相。大部分动画师和编剧都是新手，导演阿特·史蒂文斯（Art Stevens）、泰德·伯曼（Ted Berman）和理查德·里奇（Richard Rich）也不例外。此外，《狐狸与猎狗》还是迪士斯“传奇人物”奥利·约翰斯顿（Ollie Johnston）、弗兰克·托马斯（Frank Thomas）和沃夫冈·雷瑟曼参与制作的最后一部电影。不过，新老搭配的剧组争论不断，各方难以在电影制作方向上达成一致。雷瑟曼对设计和布局自有看法，但新人大多支持史蒂文斯，仅有感觉迪士尼公司电影制作思路已经过时的唐·布鲁斯（Don Bluth）例外。布鲁斯带领其他11人离开迪士尼自行组建动画制片厂，迪士尼必须另请高明，电影在1980年圣诞期间上映的计划只能取消。
为了让剧本适合家庭电影，小说情节经过大幅变更。1981年上映的动画长片与原著大相径庭，讲述两种本为天敌的动物在一次次追逐中成为朋友。原版剧本中的酋长也像小说一样死去，但史蒂文斯不希望屏幕上出现死亡镜头，所以改为它存活下来。
电影1981年7月10日在美国院线上映马上大获成功，票房收入3990万美元，在全年排名第14。1988年3月25日，电影再度上映，并于1994年3月1日首度发行家用媒体。